# Microlicia hirsutissima
Microlicia hirsutissima är en tvåhjärtbladig växtart som beskrevs av Charles Victor Naudin. Microlicia hirsutissima ingår i släktet Microlicia och familjen Melastomataceae. Inga underarter finns listade i Catalogue of Life.